# Quattro pezzi per pianoforte
Quattro pezzi per pianoforte (Klavierstücke) Op. 119, sono quattro pezzi caratteristici per pianoforte composti da Johannes Brahms nel 1893. La raccolta è l'ultima composizione per pianoforte solista di Brahms. Insieme ai sei pezzi per piano op. 118, l'op. 119 fu presentata per la prima volta a Londra nel gennaio 1894.

## Storia
I Quattro pezzi per pianoforte furono pubblicati nel 1892 e nel 1893 insieme ad altre tre raccolte di brani per pianoforte più piccoli: Sette Fantasie op. 116, Tre Intermezzi op. 117 e Sei pezzi per piano op. 118.
Ciascuno dei primi tre brani è chiamato Intermezzo e l'ultimo Rapsodia (l'ortografia tedesca Rhapsodie è comune anche nelle pubblicazioni inglesi). Il fatto che Brahms intendesse originariamente il titolo "Capriccio" per la sua precedente Rapsodie, op. 79, n. 1, suggerisce che abbia usato tali termini in modo piuttosto approssimativo. "Intermezzo" può essere visto come un termine generico in base al quale Brahms poteva raccogliere qualsiasi cosa che considerava né capricciosa né appassionata. Completò questi pezzi durante le sue vacanze estive a Ischl, nell'Alta Austria, nel 1893, il primo intermezzo fu scritto a maggio e i successivi tre pezzi a giugno.
Dal momento che Brahms ha riunito questi 18 pezzi caratteristici in collezioni, potrebbe aver incluso alcune composizioni precedenti, ed è del tutto possibile, sebbene non ci siano prove certe, che alcune opere, come la rapsodia mi bemolle maggiore, possano essere state concepite prima del 1892. Due precedenti raccolte di brani lirici minori per pianoforte, Otto pezzi per pianoforte op. 76, e due Rapsodie, op. 79, data dal 1871 al 1879 (pubblicato rispettivamente nel 1879 e nel 1880).

## I pezzi

### Intermezzo in si minore
L'atmosfera poetica del primo intermezzo dell'op. 119 smentisce il suo titolo vago. In una lettera del maggio 1893 a Clara Schumann, Brahms scrisse:
"Sono tentato di copiare un piccolo pezzo per pianoforte per te, perché mi piacerebbe sapere se lo apprezzi. Brulica di dissonanze! Queste possono [ben] essere corrette e [possono] essere spiegate, ma forse non soddisferanno il tuo palato e ora avrei voluto, sarebbero state meno corrette, ma più appetitose e gradevoli ai tuoi gusti. Il piccolo pezzo è eccezionalmente malinconico e "da suonare molto lentamente" non è un eufemismo. Ogni battuta e ogni nota deve suonare come un ritard[ando], come se si volesse risucchiare la malinconia da ognuno, con desiderio e con piacere da queste stesse dissonanze! Buon Dio, questa descrizione [sicuramente] risveglierà il tuo desiderio!"

Clara Schumann ne fu entusiasta e gli chiese di inviare i pezzi rimanenti del suo nuovo lavoro.
Le parole "malinconia" e "con piacere" descrivono bene l'atmosfera evocata dalle armonie di apertura del primo intermezzo. In effetti, nessuna tonalità chiara può essere percepita nelle prime tre battute. Il primo accordo, ad esempio, potrebbe essere un accordo in si di settima diminuita sovrapposto a una triade in mi minore. L'intera prima sezione (battute 1–16) sfugge a un'affermazione definita della tonica, mentre la coda (battute 55–67) termina chiaramente in si minore.
La sezione centrale del brano (battute 17–46) è in re maggiore, la relativa maggiore. È caratterizzato da armonie più consonanti, una trama meno polifonica e un ritmo di valzer.

### Intermezzo in mi minore
L'intermezzo in mi minore può essere considerato monotematico, sebbene ogni ricorrenza del tema venga significativamente trasformata. La sezione centrale e la coda sono in mi maggiore, la parallela maggiore.

### Intermezzo in do maggiore
La lunghezza della frase è di dodici battute, suddivise in due sezioni di sei battute. Le prime sei battute possono certamente essere ascoltate come due unità di tre battute, mentre la seconda sezione di sei battute può piuttosto essere percepita come tre volte due battute. La seconda frase secondaria di sei battute funziona ritmicamente come un'emiolia gigantesca.
Questa grazia ritmica è contrastata dalla sezione centrale del brano. Due frasi di otto battute, suddivise in unità di quattro battute, cercano di "correggere" la frase di dodici battute.
È discutibile che questo pezzo sia in forma binaria e la sezione B inizia alla battuta 49 dove appare nuovo materiale.

### Rapsodia in mi bemolle maggiore
Gli esperimenti di Brahms con il ritmo e le lunghezze delle frasi sono evidenti anche nella rapsodia mi bemolle maggiore, che per 60 battute mantiene frasi di cinque battute.
Il grazioso secondo tema (battuta iniziale 93) è costituito da frasi di otto battute che non si suddividono in quattro più quattro, ma in tre più due più tre.
Il brano termina in mi bemolle minore, la tonalità minore parallela a dove è iniziato (mi bemolle maggiore). Sebbene non sia insolito terminare una composizione in tonalità minore nella maggiore parallela, è molto meno comune trovare un brano che termina in questo modo.